# Щепоткін Іван Михайлович
Іва́н Миха́йлович Щепо́ткін (нар. 1920 — пом. 28 вересня 1941) — радянський військовий льотчик.

## Військова служба
1939 року призваний до лав Радянської армії Веньовським райвоєнкоматом (Тульська область).
З липня 1941 року вів бойові дії в складі 69-го полку, розташованого у Одесі.
У боях за Одесу здійснив 149 бойових вильотів, узяв участь у 35 повітряних боях, збив винищувач ПЗЛ-11, в групі з товаришами — ще 6 літаків.
У серпні під час повітряного бою з Ме-109 був поранений, але відмовився лягти до госпіталю.

## Смерть
Загинув в повітяному бою 28 вересня 1941 року разом з Митрофаном Стребковим. Той день став першим «чорним днем» для транспортної авіації Люфтваффе на Східному фронті. 11 І-16 69-го полку та 2 штурмовики Іл-2 46-ї ескадрильї ВПС Чорноморського флоту вилетіли із завданням штурмувати румунську вантажну колону в районі дороги Спиридонівка — Свердлове. Колона в зазначеному місці не була виявлена, на звортньому шляху зустріли повітряний караван — «Юнкерси» тягли за собою планери з набоями. У повітряному бою було збито чотири Junkers Ju 52 та три планери DFS 230, з радянської сторони були збиті два І-16. Рештки двох сильно розбитих винищувачів були виявлені між Визиркою і Тишково. У звіті 104-ї транспортної групи Люфтваффе записано, що 2 радянські літаки були збиті кулеметним вогнем бортових стрільців.
Посмертно нагороджений орденами Леніна та Червоного Прапора.